# 3 (musikalbum av Lillasyster)
3 är hårdrocksbandet Lillasysters tredje studioalbum, inspelat 2011 och utgivet den 25 januari 2012 på etiketten Ninetone Records. Albumet är producerat av Patrik Frisk och Lillasyster och inspelat i Sidelake Studios i Sundsvall.

## Låtlista
1. Total panik (stråkarrangemang: Mattias Bylund)
2. Vad skulle mamma säga (kör: bland andra Mustasch)
3. Så jävla bra
4. Dra åt helvete
5. Lovisa II
6. Kilo Eterna (elbas och gitarr Andreas Blandini)
7. På lokal
8. Åttanoll
9. Gött med stryk
10. Orangemörk norsk sommarkväll (gitarrsolo: Henrik Danhage från Death Destruction)
11. Motley Crew

## Medverkande
- Martin Westerstrand – sång
- Ian-Paolo Lira – trummor
- Max Flövik – elgitarr, basgitarr